# Cratere Riccius
Riccius è un cratere lunare di 71,79 km situato nella parte sud-orientale della faccia visibile della Luna.